# Rise Records
Rise Records is een onafhankelijk platenlabel uit de Verenigde Staten. Het is in 1991 opgericht door Craig Ericson.

## Geschiedenis
Rise Records werd in 1991 opgericht door Craig Ericson in Nevada City, Californië. Hij bracht een klein aantal 7" platen uit voordat hij tijdelijk met het label stopte om zich op zijn studie te focussen. Het label was niet meer actief tot 1999, nadat Ericson naar Portland, Oregon verhuisd was. Hij begon weer met het uitgeven van van 7" platen en de eerste cd dat het label uitgaf, van One Last Thing.
Rise Records wordt gedistribueerd door ADA en BMG. In juli 2013 verhuisde het label van Portland Beaverton, Oregon dat er dicht bij in de buurt ligt. Het label heeft tevens een distributiedeal met Alternative Distribution Alliance, die de distributie in Europa en Australië regelt.
Op 9 september kondigde het Australische label UNFD aan dat er een distributieovereenkomst met Rise zou komen. Op 18 mei 2015 kondigde BMG de overname van het label aan. Rise behoudt wel hetzelfde hoofdkantoor en Ericson leidt het label nog steeds zelf.

## Bands en artiesten
Een lijst van bands en artiesten die bij Rise spelen of gespeeld hebben.
- 7 Seconds
- The Acacia Strain
- Alive Like Me
- At the Throne of Judgment
- Before Their Eyes
- The Bouncing Souls
- Cane Hill
- Chelsea Grin
- Cold Collective
- Crown the Empire
- Dance Gavin Dance
- Dangerkids
- Dave Hause
- Dead!
- Defeat the Low
- The Devil Wears Prada
- The Early November
- Farewell My Enemy
- Fire From the Gods
- Five Finger Death Punch

- For the Fallen Dreams
- Further Seems Forever
- Garrett Klahn
- Gone is Gone
- Hands Like Houses
- Here I Come Falling
- Hot Water Music
- I Can Make a Mess Like Nobody's Business
- Issues
- The Jealous Sound
- Kevin Seconds
- Knuckle Puck
- LGND
- Light Up the Sky
- Like Moths to Flames
- Make Do and Mend (band)
- Make Them Suffer
- Man Overboard
- Matty Mullins

- Memphis May Fire
- Nightmares
- Of Mice & Men
- Only Crime
- Palisades
- Poison the Well
- Polar Bear Club
- Pvris
- Rarity
- Ray Rocket!
- River Oaks
- Royal Psalms
- Secrets
- Silverstein
- Teenage Bottlerocket
- Tides of Man
- T.S.O.L.
- Tiger Army
- Transit